# Qiubei
Qiubei léase Chiú-Béi (en chino:丘北县, pinyin:Qiūběi xiàn, lit: colina norte) es un condado bajo la administración directa de la prefectura autónoma de Wenshan. Se ubica al sur de la provincia de Yunnan, sur de la República Popular China. Su área es de 4997 km² y su población total para 2010 fue +90 mil habitantes.

## Administración
El condado de Qiubeise divide en 10 pueblos que se administran en 1 poblado y 6 villas.